# Mara Clara (1992)
Mara Clara é uma telenovela filipina exibida pela ABS-CBN em 1992, estrelado por Judy Ann Santos e Gladys Reyes.

## Elenco
- Judy Ann Santos como Mara David / del Valle
- Gladys Reyes como Clara del Valle / David

### Coadjuvantes
- Juan Rodrigo como Amanthe del Valle
- Beverly Vergel como Almira del Valle
- Eruel Tongco† como Gary Davis (TV)
- William Martinez como Gary David (filme)
- Susan Africa como Susan Davis
- Noel Colet como Enrico
- Dan Fernandez como Kardo
- Leni Santos como Lenita
- Minnie Aguilar como Lagring
- Eagle Riggs como CG
- Wowie De Guzman como Christian
- Rico Yan† como Derick
- Christopher Roxas como Erris
- Paolo Contis como Jepoy
- Jochelle Olalia como Karen
- Agatha Tapan como Denise
- Carol Magallanes como Carol
- Angelika de la Cruz como Joyce
- Anita Linda como Aling Pacita
- Ian Galliguez como Bekya
- Piolo Pascual
- Tom Santos
- Anna Lumibao

## Outras versões
- Mara Clara: The Movie (1996) - é um filme filipino produzido por Charo Santos-Concio e Malou N. Santos para Star Cinema.
- Mara Clara (2010-2011) - é uma telenovela filipina exibida pela ABS-CBN em 2010, estrelado por Kathryn Bernardo e Julia Montes.